# Пятницкий, Владимир Павлович
Владимир Павлович Пятницкий (18 июля 1938, Москва, СССР — 17 ноября 1978, там же) — русский художник, представитель неофициального искусства. Автор (совместно с Н. А. Доброхотовой-Майковой) знаменитой книги гротескных литературно-исторических «анекдотов» «Веселые ребята» (т. н. Анекдоты, приписываемые Хармсу).

## Биография
В 1955—1957 учился на химическом факультете МГУ, в 1957—1959 — в Московском текстильном институте на факультете прикладного искусства, но был исключен за «формализм» в оформлении интерьера кафе.
В 1965 году с отличием окончил художественно-графический факультет Московского полиграфического института (дипломная работа — «Алиса в Стране чудес» Л. Кэрролла). С конца 1950-х входит в круг московских «неофициальных» художников.
В 1960-х начинает участвовать в выставках. Самые близкие отношения установились с кружком Александра Васильева. Кумиром членов кружка был Владимир Яковлев, но мастером-учителем стал именно Пятницкий, оказавший значительное влияние на Игоря Ворошилова, Михаила Гробмана, Вячеслава Калинина, Эдуарда Курочкина. В работах Пятницкого легко различим опыт усвоения искусства мастеров итальянского Кватроченто, а также Босха, Бальтюса, Пикассо, Шагала и художников объединения «Бубновый валет». Участвовал в «квартирных выставках» и большинстве экспозиций нонконформистского искусства, включая знаменитую «Бульдозерную выставку».
Тематика рисунков и картин Пятницкого близка живописи «лианозовцев», поэзии Генриха Сапгира, Станислава Красовицкого, Валентина Хромова, Игоря Холина: невзрачный быт городских окраин и закоулков, тесных коммуналок. Художник в работах Пятницкого — также один из обывателей этого мира, участник калейдоскопических, непредсказуемых метаморфоз пространства коммунальных квартир.
В 1960—1970-х годах входил в Южинский кружок, сложившийся вокруг Юрия Мамлеева. Был близок к Геннадию Айги, Генриху Сапгиру, Анатолию Звереву, Владимиру Яковлеву, Венедикту Ерофееву, написал его портрет. Участвовал в большинстве выставок нонконформистского искусства, включая экспозицию в Измайловском парке (1974).
Журналист Алексей Челноков в своей статье в журнале «Лица» пересказывал слух (со ссылкой на оставшегося анонимным члена Южинского кружка), будто Пятницкий увлекался внутривенным введением разных потенциально опасных субстанций: 

Шли как-то за очередной опохмелкой. Вдруг Пятницкий достает шприц, наполняет его из лужи и эту грязную жижу вводит себе в вену. Все были уверены, что ему кранты. Ничего подобного — остался здоровехонек и впоследствии даже приохотился к таким экспериментам над собой. Умер, когда закачал себе в вену невообразимую смесь из ацетона, лака для ногтей, стирального порошка и еще какой-то дряни».— http://www.pustoshit.ru/21/vertep.html

## Наследие
Работы художника находятся в музее «Другое искусство» (коллекция Леонида Талочкина), в коллекции Михаила Алшибая, коллекции Татьяны и Натальи Колодзей (см.: ) и других частных собраниях.

### Псевдо-хармс
См. Анекдоты, приписываемые Хармсу - знаменитый цикл литературных анекдотов, созданных Пятницким совместно с золовкой.
Лев Толстой очень любил детей. Утром проснется, поймает кого-нибудь и гладит по головке, пока не позовут завтракать.